# 佐渡酒造
佐渡 酒造（さど さけぞう）は、アニメ「宇宙戦艦ヤマトシリーズ」に登場する架空の人物。
声優は、オリジナルでは永井一郎、リメイクアニメシリーズでは千葉繁。
『SPACE BATTLESHIP ヤマト』では女性となっており、俳優は高島礼子となっている。

## 概要
宇宙戦艦ヤマトの軍医。2151年生まれ。居室はヤマト唯一の畳敷き和室で、ちゃぶ台もしつらえてある。無類の酒好きで、戦闘中や治療中の飲酒も平然と行ううえ、薬品棚から持ち出したエタノールに水を加えて酒を造り、「ヤマトカクテル」と称していた。基本的には左胸と背中に赤十字の入った半袖のユニフォームを着用している。
愛猫のミーくん以外に、家族はいない模様。
なお、パイロットフイルムでは「さどさかぞう」とナレーションされていた。

## 劇中での登場
宇宙戦艦ヤマト
第1話で獣医として初登場し、古代進や島大介と初対面時に、手術中のブタを死なせてアナライザーに「今日5つ目の仏様」とからかわれている。その後、第2話で古代や島らと共にヤマトへ招集され、14万8千光年という決死の航海に艦医として同乗する。
酒造の名前どおり常時酒瓶を手放さないほど日本酒に依存しているが、本人曰く「浴びるくらい酔ってはいても、目は曇ってはいない」のとおり、第12話では沖田十三の病状の悪化をいち早く看破し、入院を促す。沖田は入院を拒否して艦長室で執務を続けるが、佐渡はその後も沖田の体調を支え続ける。そして第26話では、地球を目前にして息絶えた沖田を最初に発見し、咄嗟に直立敬礼する。
第9話では宇宙空間に出ても酒を飲もうとしたり、第11話ではアナライザーに酒を浴びせて酔っ払わせたりと天衣無縫に振る舞う一方、第23話でのイスカンダル到着直前には古代に「百里の道を行くときは、九十九里をもって半ばとせよ」と気を引き締めさせるなど、若者の多いヤマト乗組員の中にあって徳川彦左衛門と共に年配者として気を配っている。
本作ではミーくんは地球に残してきている。
さらば宇宙戦艦ヤマト 愛の戦士たち
亡き沖田を偲び、古代たちと共に旅立つ。海底ドックからヤマトが発進する際、アナライザーと共に沖田のレリーフを艦長席後方上部に設置する。なお、今回はミーくんも随伴している。
司令長官に頼まれて空間騎兵隊の斉藤始を同乗させるほか、危険を理由として一緒に旅立つことを古代から反対されていた森雪を秘かに同乗させる。
彗星都市との最後の攻防で続出する負傷者の治療に佐渡が多忙の中、彼のためにヤマトカクテルを作っていた斉藤の背後で医務室が被弾した際、アナライザーやミーくんと共に殉職する。
宇宙戦艦ヤマト2
第2話から登場。ヤマト乗組員と空間騎兵隊のいさかいを事あるごとに諌めていた。特に斉藤と古代の喧嘩では彼らを強く叱責し、古代には「お前、それでも栄光あるヤマトの艦長代理か？」と厳しい一言を発している。
第15話ではテレザート星で島がテレサに会いに行こうとする際、佐渡はヤマト艦内の理容室らしき部屋で島の頭髪を整える。第26話で超巨大戦艦の砲撃で満身創痍となったヤマトから退艦する際には、どんなことがあっても生き延びるようにと古代を励ます。ただし、古代は佐渡たちが乗る最後の救命艇がヤマトを離艦する直前、艇から飛び降りてヤマトに残っている。
宇宙戦艦ヤマト 新たなる旅立ち
物語序盤で真田志郎や島、相原をはじめ、対白色彗星帝国戦から生還していたヤマト乗組員たちを中央病院で退院まで世話し、その後ヤマトに再乗艦する。
ヤマトよ永遠に
重核子爆弾が地球の表面に軟着陸する様子を、自分の病院である「佐渡犬猫病院」の窓から目撃した後、ほかの旧ヤマト乗組員とともに地球を脱出してヤマトへ乗り込む。
カットされたシーンでは、地球脱出の際に黒色艦隊の追撃から逃れるために全員を仮死状態にして生命反応を消すというシーンがあった。このシーンは小説や漫画でのみ描かれている。
宇宙戦艦ヤマトIII
第2話から登場。第4話では飲酒しながら射撃練習に参加するが、他の乗組員以上に命中率が高いところを見せている。第24話ではシャルバート星で、ボラー連邦との戦闘で負傷した乗組員や住民をテントで治療している。その際、酒を「わしの気付け薬」として扱っている。
宇宙戦艦ヤマト 完結編
古代と雪に沖田の生存の秘密を語る役回りとなっている。それによると沖田の死亡は佐渡の誤診であり、実はまだ脳死（完全な死）には至っていなかったためとされ、佐渡は「全国の皆さんに坊主になってお詫びしなきゃいかんな」とメタ発言ともとれる台詞を話している。
本編ではカットされているが、ヤマトが地球にいる間、ディンギルの少年を自宅である佐渡犬猫病院に保護している。
ひおあきらの漫画版では、ヤマトを退艦する際に沖田が残るであろうことを察し、酒瓶を手に艦長室へ出向いて別れの杯を交わしている。
宇宙戦艦ヤマト 復活篇
アナライザーやミーくんと同じく、『完結編』以前の作品からのデザインラインの変化がほぼない。本作ではヤマトに乗艦せず、フィールドパークで獣医をしており、古代と雪の愛娘である古代美雪の世話もしている。
地球を脱出せず、説得しに来た美雪に父親の思いなどを説いた後、アナライザーに命じて無理やり救命艇に乗せさせる。その後、古代と初めて会った時のことを思い出しながら、最後まで自室でアナライザーやミーくんと酒を飲んでいた。
宇宙戦艦ヤマト 黎明篇
『復活篇』の前日談となる本作では、物語に深く関わりこそしないものの登場。この頃から既にフィールドパークを経営しており、美雪も幼い頃から何度も滞在したことがあると語られている。
また、本作では沖田の復活の経緯も補完されており、沖田は誤診などではなく確かに第一作で死亡していたのだが、その能力を惜しんだ上層部によって最新技術を惜しみなく投入されて蘇生された。そのことを後になって知らされた佐渡は命を冒涜するような行為に激怒し、それもあってか『完結編』では自分の誤診と惚けたとされる。

## SPACE BATTLESHIP ヤマト
本作では航海班の通信探知担当の相原と同様、性別が女性に変更されて女医となっている。ただし、大の酒好きであることや猫のミーくんをかわいがっているという設定は原作と同じ。最終決戦時には雪や島たちとともに生存者をカーゴに載せ、ミーくんを連れて皆で地球へ帰還している。

## リメイクアニメ
本シリーズでは顔のデフォルメが抑えられ、黒目や鼻の穴が描かれた顔立ちに変更されている。大酒飲みの設定は原作アニメと同じままだが、型破りな言動はやや抑え気味になっている。
制作初期は原作準拠のデフォルメした容貌にデザインされていたが、「他キャラクターのデザインがリアル寄りになる中、佐渡だけそのままでは浮いてしまう」という理由で、『2199』総監督の出渕裕が難色を示し、その際にキャラクターデザイン担当の結城信輝が、反論のためリアル寄りにした場合の悪例として、その場で描き上げたものを逆に出渕が気に入り、その方向性で決定稿となった。
演じた千葉は原作アニメ『宇宙戦艦ヤマトIII』で坂巻浪夫も担当しており、2013年現在『ヤマト』の旧作と新作において、数話程度のセミレギュラーでなく1シーズン通じたレギュラーとして出演した、唯一の声優となっている。

### 劇中での登場（リメイクアニメ）
宇宙戦艦ヤマト2199 / 宇宙戦艦ヤマト2199 星巡る方舟
第1話から登場。年齢は54歳。獣医ではなく、中央大病院に勤める軍属の医師となっている。階級は二佐相当。
沖田の主治医であり、彼の旧友である土方竜から頼まれてヤマトに乗艦する。そのため、当初は艦内で唯一沖田の病状を把握しており、彼の無茶な行動についてはたびたび警告する。
第16話のおけるビーメラ4でのイズモ計画派による反乱の際には、保安部の星名透と協力して往診と偽りながら艦長室に入室し、反乱に加担した保安部員たちを拘束する。第17話で沖田と真田がユリーシャ・イスカンダルの意識を戻すために自動航法室へ入室させた際には、他のクルーよりいち早く自動航法室の真実を知ることになり、沖田になぜ公表しないのかを問うている。また、愛猫のミーくんへの思い入れも強く、第2話でヤマトへ乗艦するために車で移動している最中にはしばしの別れを惜しんでいる。
宇宙戦艦ヤマト2202 愛の戦士たち
第2話から登場。年齢は59歳。地球帰還後に軍属を離れ、民間の開業医となっている。第4話でヤマト乗組員の決起に参加し、再びヤマトへ乗艦する。
最終決戦では自分を庇ったアナライザーが損傷した際、アナライザーはただの機械ではなく替えの効かない存在であると強く主張。退艦時には「戦死」したアナライザーの頭部を運び出した。
宇宙戦艦ヤマト2205 新たなる旅立ち
第2話から登場。年齢は61歳。第65護衛隊の旗艦となったヤマトに引き続き衛生長として勤務。台詞は2つだけだが、要所要所で登場している。また、医療区画の一室を新人たちの息抜きの場としてそっと貸し出しているとされ、土門ら新人同士の雑談シーンはここで行われることが多い。
ヤマトよ永遠に REBEL3199
第1話から登場。年齢は63歳。第65護衛隊の解散に伴いヤマトから退艦し、自宅で物言わぬアナライザーの頭部とともに暮らしていた。また、時期は不明だが愛猫のミーくんと死別していることが明かされる。
本編開始後、対デザリアム作戦「オペレーションDAD」発動に伴い、アナライザーの頭部とミーくんの位牌を持って出発。古代達とともに地球を脱出し、ヤマトに合流する。そこで、メモリーデータ（記憶）を引き継いだ新アナライザーと出会うが、上記の通りアナライザーを替えの効かない存在と思っているため、新アナライザーをアナライザーと認められず、冷たい態度をとる。

## 類似のキャラクターが登場する作品
松本作品において佐渡酒造という人物は作中で医者の役回りを担当したりミーくんという猫と一緒に登場することが多いキャラクターであり、スター・システム化している。似た名前として「佐渡魔造」(Sado-Maso)というキャラクターも他に多くの作品に出演している。松本本人も「佐渡魔造」の変名で『魔境の欲求不満隊』という4Pの絵物語を「別冊SMファン」1972年10月号に描いている。
ワダチ
練馬美術大学研究所第一美術科教授として、佐渡酒造（さかぞう）という人物が登場する。腐敗した人類を滅ぼそうと地球破壊装置を作成。地球からの脱出後に地球を破壊しようとしたが、失敗に終わり拳銃自殺した。
トラジマのミーめ
佐渡魚造（さかぞう）という、主役ネコ・ミーくんの家に酒と魚を届けに来る魚屋のおじさんが登場している。
惑星ロボ ダンガードA
物語としての関連性は少ないが、ほぼ同じ容姿で大酒呑みの医者として同名の佐渡酒造がレギュラーで登場する。担当声優は八奈見乗児で、後述のドクター・ゼロも担当。八奈見いわくゼロは『ダンガード』の佐渡酒造の続きという感じだったとのこと。
宇宙海賊キャプテンハーロック
アルカディア号の船医としてドクター・ゼロが登場。『ハーロック』原作の劇中でヤッタランがゼロのことを「佐渡先生」と呼んでおり、後述する『新宇宙戦艦ヤマト』では、作中で佐渡酒造の子孫であることが公言されている。また、後述するゲーム『松本零士999』では、ハーロックと共に生き、いつ地球に帰れぬか分らぬ自分よりはと、弟に佐渡酒造の名を譲ったことが明かされた。
新宇宙戦艦ヤマト
グレートヤマトの乗組員として集まるヤマトの乗組員の子孫として佐渡酒造が登場。
銀河鉄道999
劇中には登場しないが、劇場映画が公開された日（1979年8月4日）に発売された『銀河鉄道大時刻表』において、大銀河本線の男おいどん駅（明日の星のことだと思われる）の大駅長として、佐渡酒造が登場している。また、ラーメン屋「紅楽園」を経営しており、この店は劇中でも登場している。しかし、劇中ではラーメン屋の主人が佐渡酒造とは語られていないが、容姿は瓜二つである。
松本零士999  〜Story of Galaxy Express 999〜　
プレイステーション用ゲーム。似た容姿の人物でタイタンの駅員が登場し、彼は医者ではない。直接的な競演はないものの、この作品にはドクター・ゼロも登場し、彼のセリフから地球に何代目かの佐渡酒造がいることも明かされている。
松本零士「オズマ」
ルナ・ノグチというバルダノスの船医が登場。女性であることなどから『SPACE BATTLESHIP ヤマト』で高島礼子が演じた佐渡先生に近いキャラクター像である。
男おいどん
ラーメン屋「紅楽園」のオヤジ。容姿および主人公を見守る役柄という点では共通。